# 檜垣亮
檜垣亮（日語：檜垣 亮，1972年8月18日—），日本男編劇、小說家、遊戲開發者。出身於愛媛縣。

## 來歷
高等專科學校畢業之後，進入大型汽車公司上班。經歷遊戲開發公司後，進入Production I.G上班，之後成為自由職業者。

## 作品列表
粗體字表示擔任劇本統籌的作品。

### 電視動畫
2007年
- 精靈守護者（編劇）

2012年
- Another（編劇）

2013年
- 有頂天家族（編劇）

2016年
- Dimension W（編劇）
- 黑骸[2]（編劇）
- CYBORG009 CALL OF JUSTICE（編劇）

2017年
- 有頂天家族2（編劇）
- Princess Principal（編劇）

2019年
- 荒野的壽飛行隊（編劇）
- ULTRAMAN（編劇）

2020年
- 攻殻機動隊：SAC 2045（編劇）

2022年
- ULTRAMAN Season 2（編劇）
- 攻殻機動隊：SAC_2045 Season 2（編劇）

### 遊戲
2000年
- 機動警察 ～Game Edition（導演、編劇、編程）

2003年
- EXASKELETON（日语：エグザスケルトン）（導演、編劇、編程）

2005年
- 攻殻機動隊 STAND ALONE COMPLEX -獵人領域-（導演、編劇、編程）

2009年
- 無名遊戲：目（日语：ナナシ ノ ゲエム 目）（導演、編劇、編程）

### 電視劇
2008年
- 手機搜查官7（－2009年）

### 電影動畫
2012年
- 009 RE：CYBORG（文藝協力）

### 真人電影
2007年
- 真·女立食師列傳（日语：真・女立喰師列伝）（編劇）與神山健治共同

### 小說
- （2012年，角川書店）
- （2013年，角川書店）
- （2014年，角川書店）
- （2014年，角川書店）
- 《黑骸 秒速29萬公里的亡靈》（2018年電子書、2021年實體書，PA Books）